# Georges Albert von Dardel
Georges Albert von Dardel, född 24 april 1850 i Stockholm, död 3 mars 1933, var en svensk militär och kammarherre.

## Biografi
Georges Albert von Dardel var son till kabinettskammarherren Fritz von Dardel, huvudman i adelsätten von Dardel, och Augusta Charlotta Silfverschiöld. Han var gift första gången 1879 med Ebba Aurore Lucie Palin, sondotter till Nils Gustaf Palin, och från 1910 med Isabel Nilda Louse Vilhelmina Keiller, samt far till Georges Ludvig Robert von Dardel. Han var verksam som karikatyrtecknare.
Georges Albert von Dardel blev kammarherre vid kungliga hovstaterna 1908.

## Utmärkelser

### Svenska utmärkelser
- Riddare av första klassen av Svärdsorden, 1895.[2]

### Utländska utmärkelser
- Riddare av Franska Hederslegionen, senast 1905.[3]
- Riddare av Portugisiska Torn- och svärdsorden, senast 1905.[3]
- Fjärde klassen av Thailändska kronorden, senast 1905.[3]